# ТЕС AKSA
5°41′38.9″ пн. ш. 0°1′27.8″ сх. д. / 5.694139° пн. ш. 0.024389° сх. д.
ТЕС AKSA – теплова електростанція у Гані, розташована в портовому місті Тема, котре знаходиться безпосередньо на схід від столиці країни Аккри. 
На початку 21 століття, на тлі серйозного енергодефіциту в країну, у місті Тема спорудили цілий ряд теплових електростанцій, однією з яких став проект турецької компанії Aksa Enerji. Його об’єкти розмістили поряд зі станціями Тема, CENIT та майбутньою ТЕС Брідж-Пауер. Тут у 2016-2017 роках встановили 22 дизель-генератори виробництва фінської компанії Wartsila типу 18V46 загальною потужністю 360 МВт. Обладнання доставили з інших теплових електростанцій в Індії (5 установок), Туреччині (11 установок) та Шрі-Ланці (6 одиниць). 
Як паливо станція використовує нафтопродукти.